# Vaxainville
Vaxainville is een gemeente in het Franse departement Meurthe-et-Moselle (regio Grand Est) en telt 87 inwoners (2009). De plaats maakt deel uit van het arrondissement Lunéville.

## Geografie
De oppervlakte van Vaxainville bedraagt 3,6 km², de bevolkingsdichtheid is dus 24,2 inwoners per km².
De onderstaande kaart toont de ligging van Vaxainville met de belangrijkste infrastructuur en aangrenzende gemeenten.

## Demografie
Onderstaande figuur toont het verloop van het inwonertal (bron: INSEE-tellingen).